# 유아 넥스트
《유아 넥스트》(영어: You're Next)는 2011년 공개된 미국의 슬래셔 영화이다. 사이가 소원한 가족들이 오랜만에 모인 자리에 갑자기 동물 가면을 쓴 무리가 나타나 이들을 살해하기 시작한다.

## 출연
- 샤니 빈슨
- 니컬러스 투치
- 웬디 글렌
- AJ 보언
- 조 스완버그
- 롭 모런
- 바버라 크램프턴
- 에이미 사이메츠
- 타이 웨스트
- 케이트 린 실
- L.C. 홀트
- 사이먼 배럿
- 레인 휴스

## 기타 제작진
- 공동 제작: 크리스 하딩, 브록 윌리엄스
- 배역: 미셸 모리스
- 미술: 토머스 S. 해먹
- 세트: 래니 페이스 마리 오버턴
- 분장: 에일런 디애즈
- 의상: 에마 포터
- 음향 감독: 윌리 앨런
- 제작 관리: 스테이샤 워런
- 조감독: 코리 존슨